# Podlesie, Stargardzki
Podlesie [pɔdˈlɛɕɛ] (tiếng Đức: Friedrichswalde) là một ngôi làng thuộc khu hành chính của Gmina Stargard, thuộc huyện Stargardzki, Zachodniopomorskie, ở phía tây bắc Ba Lan. Nó nằm khoảng 13 kilômét (8 mi)   phía tây bắc của Stargard và 22 km (14 mi) về phía đông của thủ đô khu vực Szczecin.
Trước năm 1945, khu vực này là một phần của Đức. Đối với lịch sử của khu vực, xem Lịch sử của Pomerania.